# Épisodes de The Defenders
Cet article présente les huit épisodes de la série télévisée américaine The Defenders.

## Synopsis
Matt Murdock alias Daredevil fait équipe avec Jessica Jones, Luke Cage et Danny Rand alias Iron Fist afin de combattre une menace imminente qui plane sur New York et ses habitants. Une organisation criminelle menée par la mystérieuse Alexandra est sur le point de déclencher un chaos sans précédent sur la ville et seuls ces héros sont en mesure de l'arrêter.

## Distribution

### Acteurs principaux
- Charlie Cox : Matt Murdock / Daredevil
- Krysten Ritter : Jessica Jones
- Mike Colter : Luke Cage
- Finn Jones : Danny Rand / Iron Fist
- Eka Darville : Malcolm Ducasse
- Elden Henson : Foggy Nelson
- Jessica Henwick : Colleen Wing
- Simone Missick : Misty Knight
- Ramón Rodríguez : Bakuto
- Rachael Taylor : Trish Walker
- Deborah Ann Woll : Karen Page
- Élodie Yung : Elektra Natchios
- Rosario Dawson : Claire Temple
- Scott Glenn : Stick
- Sigourney Weaver : Alexandra

### Acteurs récurrents
- Wai Ching Ho : Madame Gao
- J. Mallory McCree : Cole Miller
- Michelle Federer : Michelle Raymond
- Chloe Levine : Lexi Raymond
- Babs Olusanmokun : Sowande
- Ron Simons : Capitaine Strieber
- Yutaka Takeuchi : Murakami

### Invités
- Peter McRobbie : Père Lantom
- Debbi Morgan : Delores Miller
- Marko Zaror : Shaft
- Carrie-Anne Moss : Jeri Hogarth
- Rob Morgan : Turk Barrett
- Amy Rutberg : Marci Stahl
- Susan Varon : Josie
- Alex Moggridge : John Raymond
- Nicole Yannetty : Nicole

## Liste des épisodes

### Épisode 1:Le Mot qui commence par H
- Wai Ching Ho (Madame Gao)
- Peter McRobbie (Père Lantom)
- J. Mallory McCree (Cole Miller)
- Debbi Morgan (Dolores Miller)
- Michelle Federer (Michelle Raymond)
- Chloe Levine (Lexi Raymond)
- Simon Feil (Monsieur Berkowitz)
- Monica Wyche (L'avocate)
- Marko Zaror (Shaft)
- Gabe White (Aaron James)
- Deborah Twiss (La mère d'Aaron)
- Shawn McLaughlin (Le père d'Aaron)
- Danny Doherty (Le barman)
- Johnny Solo (L'employé de la fourrière)
- Pascal Yen-Pfister (Le docteur)
- Mellini Kantayya (L'infirmière)
- Chantal Maurice (La serveuse)
- Paul Hickert (Le directeur de Seagate)
- Caleb Eberhardt (de) (Le jeune homme)

Après des mois à pourchasser les hommes de la Main, Danny Rand et Colleen Wing retrouvent la trace de Shaft, l'un des leurs dans les égouts à Phnom Penh, au Cambodge. Mais l'homme est tué par une femme encapuchonnée qui parvient à mettre en déroute Iron Fist. Shaft a juste le temps de les informer que la Main prépare un plan d'envergure à New York. Pendant ce temps dans la Grande Pomme, Matt Murdock vient de gagner un procès important concernant un adolescent devenu handicapé, Aaron James. Cette nouvelle lui permet de retrouver Karen Page qui désormais officie comme journaliste, l'occasion de revenir sur leur séparation après que Murdock lui a révélé qu'il était le Daredevil mais qu'il a rangé son costume après la mort d'Elektra. À la prison de Seagate, Luke Cage est relâché après des mois d'incarcération grâce au travail de Foggy Nelson de la part du cabinet Hogarth, Chao & Benowitz. Jessica Jones fait la connaissance de Michelle Raymond et sa fille Lexi. Elles sont toutes deux à la recherche de John, le père de famille, architecte sans histoire, qui a disparu depuis plusieurs jours sans nouvelles. La détective qui n'a pas envie de prendre l'affaire les renvoie. Quelques minutes plus tard, un mystérieux appel téléphonique lui demande de ne pas retrouver Raymond.
Dans un centre médical, une femme élégante d'un certain âge reçoit une mauvaise nouvelle : elle est atteinte d'un mal incurable et n'a plus que quelques mois à vivre. Elle fait toute une batterie de tests sur IRM afin de connaître son temps de vie restant. Danny de retour aux États-Unis dans son jet est assailli par des visions de cauchemar où il voit les moines de K'un Lun ensanglantés. Luke revoit Claire Temple pour des retrouvailles chaleureuses interrompues par Misty Knight. La jeune femme qui travaille maintenant dans un groupe d'intervention spécial de la police de New York demande à Luke de l'aider dans une affaire inhabituelle : des jeunes disparaissent sans laisser de traces. La dernière victime, Sean, était le frère de Candace Miller, la jeune femme assassinée par les sbires de Mariah Dillard. Luke va voir Cole, son frère afin de lui donner ses derniers hommages. Cage constate que le jeune homme est impliqué dans des affaires louches en constatant qu'il a un train de vie luxueux, mais il refuse l'aide de Cage.

### Épisode 2:Un sacré crochet du droit
- Wai Ching Ho (Madame Gao)
- Rob Morgan (Turk)
- Babs Olusanmokun (Sowande)
- Ron Simons (Strieber)
- J. Mallory McCree (Cole Miller)
- Emily Dorsch (Sandra)
- Amy Rutberg (Marci)
- Susan Varon (Josie)
- Alex Moggridge (John Raymond)
- Nichole Yannetty (Nicole)
- Kevin Kevin (L'ouvrier)
- Jacqueline Knapp (Commis)
- Otoja Abit (Agent du FBI)
- The Aeolus Quartet (Eux-mêmes)
- Tim Brown (Le gérant de la boutique)
- Adam Wood (Le policier)

Matt en tenue civile parvient à sauver des gamins qui volaient dans un magasin. Le propriétaire et un employé se lancent à leurs trousses avec des fusils armés, mais Matt les neutralise facilement avec ses poings. Les autorités lancent de fausses rumeurs sur les explosions de la ville en annonçant qu'il s'agissait d'un simple tremblement de terre. La Femme mystérieuse qui assiste à un concerto de violoncelles personnel reçoit la visite de Madame Gao. Cette dernière lui annonce que le groupe qu'elle mène se trouve face à un mur. Le groupe d'hommes qu'elle commandait a donc utilisé du C4 pour faire une brèche dans un ancien mur de pierre souterrain provenant de K'un Lun, mais totalement indestructible. La femme lui répond qu'il ne s'agit pas d'un mur mais d'une porte et que le moyen de l'ouvrir se trouve dans ce que les moines ont toujours cherché à protéger : le pouvoir de l'Iron Fist. Pendant ce temps, Misty se rend dans l'immeuble où Jessica a trouvé les caisses d'explosifs. Les fédéraux ont bouclé les lieux. La détective est autorisée à partir, non sans auparavant avoir subtilisé des documents écrits. Misty le remarque et court après elle, en vain, car elle disparaît.
Colleen et Danny ont une nouvelle piste au sujet de la Main : l'adresse d'un armurier qui a fabriqué le sabre de Shaft. Alors que Jessica se rend au cadastre de la ville avec les transferts d'actifs trouvés dans l'appartement de Raymond, elle découvre que l'entreprise employant l'architecte remonte aux années 1880. Elle va devoir approfondir ses recherches mais Jeri Hogarth lui rend visite et lui demande de laisser tomber l'affaire, ce qu'elle refuse, bien évidemment. Matt pendant ce temps a de plus en plus envie de reprendre son costume de Daredevil. Au moment où il va l'enfiler, il reçoit un appel de Foggy. Ce dernier lui confie plusieurs dossiers en cours dont il ne peut s'occuper, une idée qui lui permettra de l'occuper quelque temps. De son côté, Luke sillonne Harlem à la recherche d'informations sur les disparitions de jeunes. Il trouve Turk dans un bar et le fait parler. Il l'informe qu'un certain individu surnommé "Chapeau Blanc" emploie des jeunes pour des travaux de nuit. Alors qu'il surveille l'entrepôt où travaille le criminel, il aperçoit Cole montant dans une camionnette en direction du quartier chinois. De retour à son bureau, Jessica se trouve face à John Raymond qui tient en joue Malcolm avec un pistolet. L'homme qui est mort de peur veut persuader la détective qu'il n'est en rien responsable des derniers événements. Alors qu'il commence à baisser la garde, Elektra pénètre dans le bureau pour le tuer mais il se suicide avec son arme. Jessica poursuit Elektra mais en arrivant au bas de son bureau, elle est arrêtée par Misty.

### Épisode 3:Comportement déplorable
- Babs Olusanmokun (Sowande)
- J. Mallory McCree (Cole Miller)
- Debbi Morgan (Dolores Miller)
- Michelle Federer (Michelle Raymond)
- Chloe Levine (Lexi Raymond)
- Zach Robidas (L'architecte)
- Andrea Cirie (Le comptable)
- David Hilfstein (Le garde)
- Ayse Eldek (La femme du propriétaire du restaurant)

Flashback quelques mois auparavant : Alexandra est dans un restaurant turc et reçoit la visite du "Chapeau Blanc" qui lui annonce qu'il a retrouvé le "Black Sky". Il s'agit du corps d'Elektra recouvert dans un drap, morte après les événements de la saison 2 de Daredevil. Une cérémonie funèbre est organisée avec des moines. On l'enferme dans un cercueil de pierre et un mélange à base de sang humain y est versé. Elle se réveille et n'a plus aucun souvenir de son passé. Alexandra la conditionne pour devenir une arme humaine. Retour au présent : Alexandra torture Stick afin de connaître le lieu où se trouve l'Iron Fist. Elle lui amène Elektra. L'homme la reconnaît à son odeur. Pour se sauver, il se coupe la main droite et s'enfuit par un sas de ventilation. Pendant ce temps, au commissariat, Matt fait la connaissance de Jessica Jones. Il l'informe qu'aucune charge n'a été retenue et qu'elle est libre de partir mais pressent qu'elle cache une affaire louche. À Harlem, Luke se remet de sa rencontre avec Danny. Lorsqu'il raconte sa mésaventure avec le combattant, Claire comprend qu'il s'agit d'Iron Fist et appelle Colleen. Les deux hommes se rencontrent au Dojo Chikara. Bien qu'une explication se fait entre les deux hommes, Luke part voir Cole en prison pour le persuader de témoigner pour avoir une remise de peine.
Pendant ce temps, Matt file Jessica pour savoir ce qu'elle va faire mais la détective parvient à le semer et prendre des photos lorsqu'il lui fausse compagnie en sautant au-dessus des toits. Jessica interroge Michelle Raymond pour connaître les habitudes et les ennemis de son mari, en vain. Elle décide donc de se faire passer pour une cliente du cabinet d'architecture de Raymond et apprend que le dernier travail de l'architecte était une tour d'affaires à Hell's Kitchen, la Midland Circle Financial. Pendant ce temps, Danny et Colleen découvrent que les compagnies écrans étaient elles aussi affiliées à Midland. Alors que Luke rend visite à Dolores Miller, il découvre dans une boite une liasse de billets de banque avec filet où il est écrit Midland Financial. Dolores apprend qu'en prison Cole est mort dans ce qui semble être un accident.
- On apprend dans cet épisode qu'Alexandra a déjà tué par le passé un précédent Iron Fist et qu'elle serait morte puis ressuscitée plusieurs fois, comme elle le confesse à Elektra.
- Stick a déjà combattu pour K'un Lun et il connaît Alexandra mais aucune précision n'est donnée sur son âge. Néanmoins, au début de l'épisode, lors de la scène du restaurant, elle fait allusion à Constantinople en parlant d'Istanbul, alors que le changement de nom s'est fait après les années 1930.

### Épisode 4:Dragon royal
- Yutaka Tackeuchi (Murakami)
- Babs Olusanmokun (Sowande)
- Michelle Federer (Michelle Raymond)
- Phil Nee (Monsieur Zhang)
- Michael G. Chin (Le chef cuisinier)

Murdock, Jones, Cage et Rand se réfugient dans un restaurant chinois, le Dragon Royal, dans leur fuite des hommes d'Alexandra. Danny achète le silence des propriétaires et leur demande un repas pour tous. Murdock est encore sous le choc d'avoir vu Elektra en vie, mais garde le secret. Il finit par tomber le masque quand Jessica Jones le reconnait comme le Daredevil et qu'elle sait que les autres finiront par le reconnaître aussi. Ils s'assoient autour d'une table alors qu'on leur apporte de la nourriture et commencent à faire le point sur ce qui les a menés à Midland Circle.
Alexandra retrouve Elektra, troublée et montrant des signes qu'elle se remémore sa vie passée. Elle lui explique que cette vie est terminée, qu'elle est le Black Sky, une arme de la Main. Alexandra cache qu'elle souffre de plus en plus de sa maladie et veut organiser une réunion des chefs de la Main.
Danny et Matt savent que leur ennemi est la Main, ce que Luke et Jessica ont du mal à accepter. Quand Stick arrive et confirme l'attaque imminente de la Main, Jessica préfère partir et oublier cette histoire. Danny, Matt et Luke écoutent donc l'histoire de Stick : il est le dernier des Chastes, une armée personnelle au service de l'Iron Fist contre la Main, cinq habitants de K'un Lun qui ont choisi d'obtenir l'immortalité plutôt que protéger la vie. Il sait que la Main va détruire New York sous couvert d'une catastrophe et que seuls Danny et ses compagnons pourront l’arrêter. Danny est excité à l'idée de former une équipe de combattants, Luke et Matt tempèrent son enthousiasme en lui rappelant les enjeux.
Jessica retourne chez elle et commence à supprimer les photos des dossiers des sociétés-écrans de la Main en sa possession, avant de remarquer que tous les documents sont signés par la même personne depuis le début du XIXe siècle mais sous différents noms (le dernier en date étant Alexandra). Elle retourne prévenir la famille de Raymond et apprend qu'elle est surveillée par un homme de la Main. Elle utilise sa force pour l'interroger.

### Épisode 5:Refuge
- Wai Ching Ho (Madame Gao)
- Yutaka Takeuchi (Murakami)
- Babs Olusanmokun (Sowande)

Le restaurant est pris d'assaut par les hommes de main de Madame Gao, qui veut l’Iron Fist vivant. Alexandra s'éclipse et Matt part vers la cour pour tenter de raisonner une nouvelle fois Elektra, en vain. Luke affronte seul à seul par Sowande. Grâce à Stick, les autres parviennent à fuir et retournent au dojo Chikara avec Colleen. Luke Cage les y retrouve avec Sowande ligoté.
Réunis dans un entrepôt abandonné, ils commencent à interroger le membre des fondateurs de la Main mais sa formation à K'un Lun lui permet de résister. Sowande sait qu'il lui suffit d'attendre que ses hommes ne les encerclent pour qu'ils se rendent d'eux-mêmes et que ses tortionnaires seront impuissants quand ils s'en prendront aux uns les autres. Aussitôt, Matt, Jessica, Luke et Danny partent s'assurer de la protection des leurs amis et les envoyer dans le commissariat de Misty Knight, laissant Stick garder Sowande ; avant de le laisser partir, Stick suggère à Matt de prendre la tête de l'équipe, considérant l'Iron Fist comme trop immature. Une fois sur place, Matt avoue à Karen qu'il devra ré-enfiler le costume du Daredevil ; Jessica alerte Malcolm, puis Trish qui manque d'être tuée par Murakami mais est sauvée par Daredevil ; Luke va chercher Claire ; et Colleen est surprise par Bakuto, qu'elle croyait mort. Il la blesse mais Danny et Luke l'empêchent de la tuer. Misty consent à protéger toutes les personnes en attendant d'avoir des réponses et laisse à Colleen son katana.
Alexandra retrouve Madame Gao et Bakuto, rejoints par Murakami qui annonce le retour du Daredevil. Dès lors, le choix d'avoir ramené le Black Sky à la vie est remis en question d'autant que ce faisant, Alexandra a privé ses associés de la Main de la possibilité de revenir à la vie.
Avec son bâton, Daredevil commence à torturer Sowande pour comprendre ce que la Main a fait à Elektra. Stick doit alors le forcer à révéler le lien entre elle et Matt. Sowande profite de la discussion tendue pour tenter de capturer Danny mais il est décapité par Stick.

### Épisode 6:Les Cendres
- Wai Ching Ho (Madame Gao)
- Yutaka Takeuchi (Murakami)
- Chloe Levine (Lexi Raymond)

Stick a tué Sawonde mais il a compris ce que la Main attend de l’Iron Fist : par son chi, il sera capable d'ouvrir une porte. Dès lors, il a fait le choix de tenir Danny loin de la Main. Matt, Luke et Jessica sont d'accord et parviennent à le maîtriser et l’assommer. Luke se charge de le garder pendant que Matt et Jessica partent chercher ce que la Main veut ouvrir. Matt repense à l'immeuble du Midland Circle, où il avait trouvé un trou gigantesque creusé par la Main dans ce qui était les fondations du bâtiment, alors Jessica propose de retourner voir la famille Raymond. En passant dans son appartement pour se changer, Matt remarque les traces du passage d'Elektra.
Alexandra tente de tempérer la colère de Murakami et Bakuto. Madame Gao semble appuyer les décisions d'Alexandra mais en privé, lui remarque la trop grande confiance qu'elle a dans le Black Sky et que sa vision de l'avenir est troublée par sa peur de mourir. Alexandra reste confiante. Elle retrouve Elektra sur sa tombe et lui rappelle que cette vie est passée.
Chez les Raymond, Matt et Jessica trouvent les plans cachés de l'immeuble du Midland Circle, ainsi que des sondages d'un dôme géant sous les fondations. Alors qu'ils retournent dans leur planque, Matt entend un bruit suspect. Pendant la journée, alors que Luke gardait Danny attaché mais sympathisait avec lui, Stick préparait un gaz somnifère pour pouvoir endormir Luke et tuer l'Iron Fist. Il est retenu par Elektra, qui tue Stick avant d'assommer Jessica, Matt et Luke pour ramener Danny à Alexandra.

### Épisode 7:Fish in the Jailhouse
- Wai Ching Ho (Madame Gao)
- Yutaka Takeuchi (Murakami)
- Ron Simons (Strieber)
- Michael Basile (Le premier policier)

Matt, Jessica et Luke se réveillent dans le commissariat de Harlem, menottés et face Misty Knight qui a de nombreuses questions vu qu'ils ont retrouvé le corps sans tête de Sawonde et la dépouille de Stick. Rapidement, ils décident de donner le minimum d'informations possible pour ne pas mettre en danger les policiers mais ils savent qu'ils doivent sauver Danny le plus vite possible et qu'il doit vraisemblablement se trouver sous le Midland Circle. Foggy rappelle à Matt que s'il comprend le choix de son ami de renfiler le costume, il doit tout faire pour que sa double identité reste un secret, au risque de voir sa carrière ruinée.
Au Midland Circle, Elektra veut se charger elle-même d'amener l'Iron Fist devant le dôme au sous-sol, une décision que les vieux membres acceptent à contrecœur. N'ayant aucune confiance en elle, ils la laissent avec l’idée d'agir une fois qu'elle ne répondra plus à leurs attentes. Danny arrive donc devant le dôme, marqué de textes dans une langue de K'un Lun et fait d'une roche que seul l'Iron Fist peut briser. Danny refuse d'obéir mais Elektra le comprend : il a abandonné K'un Lun pour obtenir plus de la vie mais il a échoué.
Luke brise un mur du commissariat, permettant à Jessica et Matt de fuir avec lui. Faute de moyens, ils se rendent au Midland Circle à métro. Dans la confusion qui règne au commissariat, Colleen Wing en profite pour récupérer dans les scellés les explosifs et les plans de Joe Raymond. Au Midland Circle, alors qu'Elektra pousse Danny à utiliser son poing, Jessica, Luke et Matt sont retardés par Bakuto, Murakami et Madame Gao, jusqu'à l'arrivée de Colleen, Claire, puis Misty qui se dévoue pour retarder la police.

### Épisode 8:Les Defenders
- Wai Ching Ho (Madame Gao)
- Yutaka Takeuchi (Murakami)
- Ron Simons (Strieber)
- Brandon Morris (Le premier policier)
- Zenzi Williams (La nonne)

Luke finit par accepter l'idée de détruire le bâtiment de Midland Circle. Matt, Jessica et Luke cherchent à rejoindre le sous-sol pendant que Colleen et Claire placent les explosifs selon les plans de Joe Raymond. Danny se cache pendant que les hommes de la Main commencent à amasser des morceaux d'os de dragon, dont ils tireront la substance qui leur offre l'immortalité.
Bakuto retrouve Colleen et Claire. Il dégaine son sabre et entame un nouveau duel avec son ancienne protégée, qu'il remporte jusqu'à l'intervention de Misty Knight. En s'interposant, la policière se fait trancher le bras, permettant à Colleen de reprendre son sabre et décapiter Bakuto. Dans le sous-sol, Danny retrouve Matt, Luke et Jessica pour affronter les hommes de Murakami et Madame Gao. Dès qu'ils le peuvent, Matt ordonne à ses compagnons de remonter, se chargeant de retenir Elektra dans la grotte et espérant la sauver. Mais une fois en haut, Danny comprend les derniers mots de Matt : il savait qu'il ne remonterait pas et il lui a donc confié la tâche de prendre sa suite pour protéger la ville. L'immeuble est détruit dans l’explosion, alors que Matt et Elektra se battent encore dans le sous-sol et que Murakami et Madame Gao sont tués.
Dans les jours qui suivent, l'affaire est étouffée autant que possible, seul le sacrifice du Daredevil est évoqué. Aucun des survivants n’est poursuivi par la ville, qui tient à cacher les liens profonds que la Main avait établi. Colleen Wing est au chevet de Misty, qui a perdu son bras. Jessica et Luke se retrouvent pour un verre, où ils reconnaissent que leur relation a mal tourné mais qu'ils tiennent encore l'un à l'autre. Alors que la cité honore Daredevil, Danny est sur les toits.
- Maggie, une nonne qui sera introduite dans la 3e saison de Daredevil.